# Hydraena jailensis
Hydraena jailensis är en skalbaggsart som beskrevs av Breit 1917. Hydraena jailensis ingår i släktet Hydraena och familjen vattenbrynsbaggar. Inga underarter finns listade i Catalogue of Life.